# 郈敬子
郈敬子（?—?），中国春秋时期鲁国政治人物，郈氏，名同，鲁孝公玄孙，郈惠伯曾孙。
鲁文公想拆孟文子的家宅，扩充国君之宅院，孟文子拒绝。又想拆郈敬子的家宅，郈敬子说：「先臣惠伯以命於司里，嘗、禘、蒸、享之所致君胙者有數矣。出入受事之幣以致君命者，亦有數矣。今命臣更次於外，為有司之以班命事也，無乃違乎！請從司徒以班徙次。」鲁文公只好作罢。